# Wikisource
Wikisource er et af Wikipedias søsterprojekter, og sigter på at tilbyde et wikibaseret bibliotek med kildetekster til fri brug.
Projektet findes pr. 2010 på 57 forskellige sprog.